# Ultratenuipalpus charlini
Ultratenuipalpus charlini är en spindeldjursart som först beskrevs av Gonzalez 1968.  Ultratenuipalpus charlini ingår i släktet Ultratenuipalpus och familjen Tenuipalpidae. Inga underarter finns listade i Catalogue of Life.